# ГЕС Боллен
ГЕС Боллен (фр. Barrage de Donzère-Mondragon) та (фр. centrale de Bollène) — гідроелектростанція на південному сході Франції. Входить до складу каскаду на річці Рона, знаходячись між ГЕС Шатонеф-дю-Рон (вище по течії) та Кадерусс.
Станція Боллен є частиною більшого гідротехнічного проєкту — каналу Донзер — Мондрагон. В його межах Рону перекрили греблею Донзер висотою 19,5 метрів та довжиною 250 метрів, яка складається із шести водопропускних шлюзів. Ця споруда спрямовує воду до каналу, що тягнеться кілька десятків кілометрів по лівобережжю річки. Через 17 км від його початку розташований машинний зал руслового типу станції Боллен, а ліворуч від нього облаштований судноплавний шлюз.
Зал обладнаний шістьма турбінами типу Каплан загальною потужністю 348 МВт. Станція працює при напорі у 22,5 метра, що є найбільшим показником для всіх французьких ГЕС ронського каскаду за виключенням Женісья (яка побудована у вузькій ущелині на несудноплавній ділянці). Зазначені характеристики дозволяють ГЕС Боллен виробляти понад 2 млрд кВт·год електроенергії на рік, що перевищує показник інших станцій каскаду (включаючи Женісья — за рахунок великої водності Рони на нижній ділянці).